# Mayo-Dallah
Mayo-Dallah er et af de to departementer, som udgør regionen Mayo-Kebbi Ouest i Tchad.
9°21′44″N 14°54′42″Ø / 9.3622°N 14.9116°Ø